# Simon & Garfunkel
Simon & Garfunkel (auch Simon and Garfunkel) war ein US-amerikanisches Folk-Rock-Duo, das im Jahre 1957 von Paul Simon und Art Garfunkel gegründet wurde.

## Geschichte

### Die frühen Jahre
Paul Frederic Simon und Arthur Ira Garfunkel waren Schulfreunde und traten zunächst unter dem Pseudonym Tom & Jerry als Duo auf.
Ihre erste Single, Hey, Schoolgirl, veröffentlichten sie 1957 noch unter dem Namen Tom & Jerry. Von der Platte wurden über 150.000 Stück verkauft, womit beinahe die Top 50 erreicht wurde. Im folgenden Jahr erschien ein nach dem Duo benanntes Album, das 1967 noch einmal neu aufgelegt wurde. Diese frühen Werke waren noch eher dem Rock ’n’ Roll im Stil der Everly Brothers zuzuordnen, während sich das Duo erst in den 1960er Jahren auf den Folk-Rock konzentrierte.
Nach einigen Fernsehauftritten und wenig erfolgreichen Plattenaufnahmen trennten Simon und Garfunkel sich zunächst wieder.
In der Folgezeit veröffentlichte Paul Simon verschiedene Singles unter dem Pseudonym Jerry Landis und arbeitete kurze Zeit mit Carole King zusammen. Als Komponist war er in dieser Zeit unter dem Namen Paul Kane aktiv.

### Erste Erfolge
Im Jahr 1964 fanden sich Paul Simon und Art Garfunkel wieder im Studio ein, um das Album Wednesday Morning, 3 A.M. aufzunehmen. Im Gegensatz zu den folgenden Alben waren hier die Komponisten noch weiter gestreut, so fanden sich beispielsweise eine Cover-Version von Bob Dylans Song The Times They Are a-Changin’ und zwei Traditionals. Das Cover war überwiegend in Schwarz gehalten, zeigte in der oberen Hälfte den Titel und in der unteren ein Bild von Simon und Garfunkel in der 5th Avenue Station der New Yorker U-Bahn. Das ganze Album war ausschließlich mit akustischen Instrumenten aufgenommen und enthielt die erste veröffentlichte Version des späteren Hits The Sound of Silence (das zunächst den Titel The Sounds of Silence trug). Obwohl sich dieses Album deutlich besser verkaufte als sein Vorgänger, ließ auch hier der kommerzielle Durchbruch auf sich warten. Bereits mit diesem Album wurde jedoch die „Rollenverteilung“ festgelegt: Paul Simon war für die Musik zuständig, Art Garfunkel für den Gesang. Seine Stimme verleiht vielen Stücken von Simon & Garfunkel ihren unverwechselbaren Charakter.
Paul Simon verbrachte die nächsten Monate in England, wo er unter anderem innerhalb einer guten Stunde das Album The Paul Simon Songbook für die BBC einspielte. Dieses Album wurde in Großbritannien zwar auch nur mäßig verkauft, aber Paul Simon machte sich einen Namen in der englischen Folk-Szene und konnte bis zu 20 Pfund Gage pro Abend (heute ca. 200 Euro) verlangen. Simon schrieb in dieser Zeit einige Songs, die später von Simon and Garfunkel aufgenommen wurden.

### Der Durchbruch
In dieser Zeit entstand unter der Leitung von Tom Wilson, der auch Wednesday Morning, 3 A.M. produziert hatte, eine überarbeitete Fassung des Lieds The Sounds of Silence: Die bereits vorhandene akustische Version (mit Konzertgitarre und Westerngitarren) wurde (ohne Wissen von Simon und Garfunkel) mit (zwölfsaitiger) E-Gitarre, E-Bass und Schlagzeug unterlegt bzw. „elektrifiziert“. Diese Version erschien im September 1965 als Single, stand 1965 an der Spitze der amerikanischen Charts und bedeutete für Simon & Garfunkel den endgültigen Durchbruch.
Im Dezember desselben Jahres erfolgten die Aufnahmen zum Album Sounds of Silence. Dieses enthält neben der überarbeiteten Version von The Sounds of Silence auch eine Neufassung des Lieds Wednesday Morning, 3 A.M., das bereits auf dem ersten Album enthalten war – allerdings mit kleineren Änderungen im Text und zur Melodie von Davey Grahams Instrumentalstück Anji. Diese Neufassung trägt den Titel Somewhere They Can’t Find Me. Das Album wurde im März 1966 in den USA veröffentlicht. Ebenfalls enthalten war das Stück Richard Cory, das auf einem Gedicht von Edwin Arlington Robinson basiert. Die in Großbritannien erschienene Version enthielt zusätzlich das Lied Homeward Bound, das in den USA im Mai 1966 als Single herausgekommen war. Homeward Bound wurde Simon and Garfunkels erster Top-Ten-Hit in England.

### Der Höhepunkt der Karriere

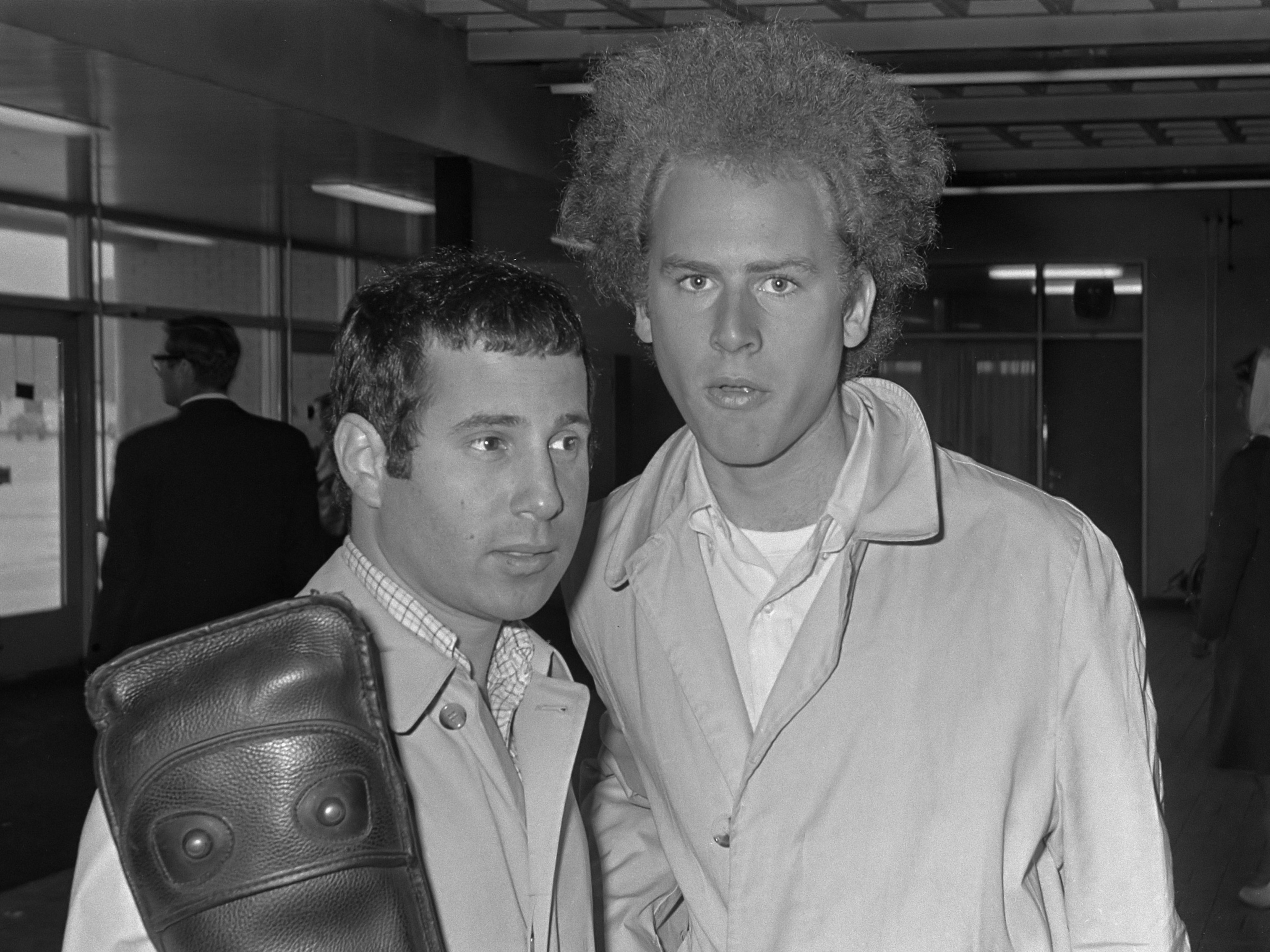
Simon & Garfunkel (1966)

Aufgrund des großen Erfolges begaben sich Simon & Garfunkel gleich wieder ins Studio und im November 1966 erschien das Album Parsley, Sage, Rosemary and Thyme. Diese Zeile stammt aus dem englischen Traditional Scarborough Fair, welches von Simon & Garfunkel für dieses Album neu aufgenommen und mit Simons Lied Canticle unterlegt wurde. Dieses basierte wiederum auf dem von Simon schon auf The Paul Simon Songbook veröffentlichten Stück mit dem Titel The Side of a Hill. Der aus dieser Synthese entstandene Song Scarborough Fair/Canticle wird u. a. wegen des Gesangsparts zu den bedeutendsten und interessantesten Folksongs überhaupt gezählt. Das zweite außergewöhnliche Stück auf diesem Album war 7 O’Clock News/Silent Night. Hier wurde eine von Simon & Garfunkel eingespielte Version des Weihnachtsliedes Silent Night (Stille Nacht, heilige Nacht) mit der Aufnahme einer Nachrichtensendung abgemischt. Beide Songs waren von Simon & Garfunkel als künstlerischer Protest gegen den zu dieser Zeit stattfindenden Vietnamkrieg gedacht.
In dieser Zeit gaben Simon & Garfunkel viele Konzerte, auch an verschiedenen Universitäten des Landes. Aus dieser Zeit gibt es verschiedene Konzertmitschnitte, sogenannte Bootlegs, deren Tonqualität zum Teil sehr schlecht ist. Ein Konzert aus dem Jahr 1966 an der Tufts University in Boston wurde jedoch offiziell veröffentlicht und einige Stücke wie beispielsweise You Don’t Know Where Your Interest Lies waren lange Zeit nur auf diesem Album verfügbar, bis Ende der 1990er Jahre auch viele alte Aufnahmen neu aufgelegt wurden.
Im Frühjahr 1968 erschien das Soundtrack-Album The Graduate zum gleichnamigen Film (deutscher Titel: Die Reifeprüfung) mit Dustin Hoffman in der Hauptrolle. Der Titelsong Mrs. Robinson war der erste Popsong, der als Filmmusik verwendet wurde. Ursprünglich hatte der Song Mrs. Robinson nichts mit der gleichnamigen Protagonistin des Films zu tun. Der Regisseur Mike Nichols bezog zusammen mit Paul Simon noch während der Dreharbeiten den Song auf die weibliche Hauptrolle. Mrs. Robinson ist bis heute eines der populärsten Stücke von Simon & Garfunkel. Weitere Songs auf diesem Album waren alternative Versionen bekannter Aufnahmen sowie ein Teil der Originalmusik von Dave Grusin. Sowohl für das Stück Mrs. Robinson als auch für das ganze Soundtrack-Album gab es einen Grammy.
Im Mai 1968 erschien das vierte „offizielle“ Album des Duos unter dem Titel Bookends. Neben Mrs. Robinson und dem Stück America war auf diesem Album auch der Titel Save the Life of My Child zu finden, in den wiederum eine Sequenz aus der 1966er Version von The Sounds of Silence eingearbeitet wurde. Mit diesem Album stieß schließlich auch Roy Halee zur Band, der in den Folgejahren immer wieder als Produzent für die Veröffentlichungen des Duos verantwortlich war und auch später noch häufig mit Simon zusammenarbeitete.

### Das Ende des Duos
Im Jahr 1969 erschien lediglich die Single The Boxer. Im Juni 1970 wurde die Single El condor pasa veröffentlicht, die sich 28 Wochen in den deutschen Charts hielt. Ende Januar 1970 wurde zunächst das Lied Bridge over Troubled Water veröffentlicht, eine Woche später folgte das gleichnamige Album, von dem in den USA in den ersten drei Wochen 1,7 Millionen Exemplare ausgeliefert wurden. Kurz nach der Veröffentlichung des Albums gaben Simon & Garfunkel ihre Trennung bekannt. Als Gründe wurden seinerzeit angegeben, dass sich einerseits Art Garfunkel mehr seiner Karriere als Schauspieler widmen – es blieb allerdings zunächst bei drei Auftritten in den Filmen Catch-22, Carnal Knowledge und Bad Timing – und dass Paul Simon eine andere musikalische Stilrichtung einschlagen wolle. Das Duo bekam für das Album sechs Grammys, unter anderem für den „Besten zeitgenössischen Song“ und das „Beste Album“.

### Spätere gemeinsame Projekte

#### 1971 bis 1980
Im Juni 1972 erschien ein Best-of-Album Simon and Garfunkel’s Greatest Hits. Vereinzelt traten die beiden gemeinsam in Fernsehshows auf, und im Jahr 1975 wurde eine neue gemeinsame Single unter dem Titel My Little Town veröffentlicht, es blieb jedoch bei dieser einen Single. 1978 nahmen sie noch eine Single gemeinsam mit dem Sänger James Taylor auf. Es handelte sich um eine Cover-Version des Stückes (What a) Wonderful World von Sam Cooke.

#### 1981 bis 1990
Eine sehr erfolgreiche Wiedervereinigung feierten die beiden Sänger am 19. September 1981: Da die Stadtverwaltung von New York und ihr Bürgermeister Ed Koch planten, aus Kostengründen den Central Park zu schließen, gaben mehrere Künstler Benefiz-Konzerte. Beim Konzert von Simon & Garfunkel waren über 500.000 Zuschauer anwesend, und da für diesen Abend das ursprünglich geplante Feuerwerk untersagt wurde, gab es zum Schlussstück The Sounds of Silence ein großes Meer aus brennenden Feuerzeugen. Paul Simon bedankte sich für die Durchführung des Konzertes unter anderem bei Ed Koch, was zuerst zu vereinzelten Pfiffen führte, als aber die Ironie in Simons Ansprache erkannt wurde, in großen Beifall umschlug. Der Mitschnitt wurde als Doppel-LP veröffentlicht. Es folgte eine kurze Welttournee, die das Duo 1982 auch für einige Auftritte nach Deutschland brachte.
Kurze Zeit später begannen Simon & Garfunkel mit der Produktion eines gemeinsamen Albums, gaben das Projekt jedoch recht schnell wieder auf (die Songs verwendete Paul Simon auf seinem Album Hearts and Bones, jedoch ohne Art Garfunkels Beiträge).

#### 1991 bis 2000
In den 1990er Jahren gab es vereinzelt gemeinsame Konzerte, die aus der Einführung des Duos in die Rock and Roll Hall of Fame  resultierten.

#### 2001 bis heute

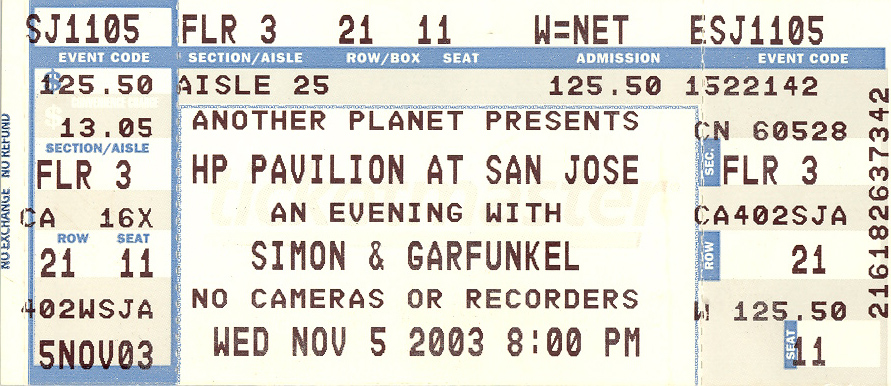
Eintrittskarte für ein Konzert 2003

Im Jahr 2003 wurde Simon & Garfunkel mit dem Lifetime Achievement Award der Recording Academy ausgezeichnet. Anlässlich der Auszeichnung trat das Duo bei der Grammy-Verleihung auf und spielte eine akustische Version seines ersten großen Hits The Sound of Silence.
Aus den Proben zu diesem Auftritt resultierten die Pläne für eine gemeinsame Tournee, um sich angemessen vom Publikum zu verabschieden und das Kapitel Simon & Garfunkel mit versöhnlichen Tönen zu beenden. Diese Old Friends Tour war zunächst auf drei Monate angesetzt und fand von Oktober bis Dezember 2003 ausschließlich in den USA statt. Wegen des großen Erfolges beschloss man, die Tour 2004 fortzusetzen. Sie dauerte von Mai bis Juli 2004, wobei diesmal die Hälfte der Konzerte in europäischen Städten stattfand. Auf der Doppel-CD und DVD, die diese Konzerte dokumentieren, findet sich als Bonus auch eine neue Studioaufnahme, Citizen of the Planet. Dieses Stück wurde von Paul Simon für das 1983 erschienene Album Hearts and Bones geschrieben, aber nie veröffentlicht. Garfunkel drängte 2004 auf eine Veröffentlichung des Liedes, wobei nur noch er seinen Part einsingen musste, der dann mit Paul Simons Aufnahme von 1984 abgemischt wurde.
Nach dem Ende der 2004er-Tour gingen Paul Simon und Art Garfunkel wieder solo auf Tournee. Sie kamen aber sporadisch zu einigen Anlässen zusammen, so zum Beispiel 2006 bei einem Benefizkonzert zugunsten der Opfer des Hurrikans Katrina, wo sie einige Lieder gemeinsam sangen. Zudem standen sie am 13. Februar 2009 als Duo auf der Bühne des Beacon Theatres, das Paul Simon mit einem Konzert wiedereröffnete. Sie sangen dort gemeinsam The Sound of Silence, The Boxer und Old Friends. Nach diesem Auftritt wurde eine erneute gemeinsame Tournee angekündigt. Diese führte im Juni und Juli durch Neuseeland, Australien und Japan, da man diese Regionen bei der letzten Tour ausgespart hatte. Das Duo stand am 29. Oktober 2009 zudem anlässlich des 25-jährigen Jubiläums der Rock and Roll Hall of Fame wieder gemeinsam, neben anderen Künstlern beim 25th Anniversary Rock and Roll Hall of Fame Concert auf der Bühne und bot einige Songs dar. Am 24. April 2010 fand ein Auftritt bei dem jährlich stattfindenden New Orleans Jazz Festival statt. Weitere im Jahr 2010 geplante Konzerte mussten wegen Stimmbandproblemen von Garfunkel abgesagt werden.
Im Jahr 2015 erregte Art Garfunkel mit einem Interview für die britische Tageszeitung Telegraph Aufmerksamkeit. Darin bezeichnete er die seinerzeitige Trennung des Duos als Fehler und Simon wegen dessen Entscheidung dazu als „Idioten“. Auf den Größenunterschied zwischen ihm und Simon angesprochen, sagte Garfunkel, dass er in der Schule Mitleid mit Paul hatte, weil dieser so klein war, und ihm zum Ausgleich Freundschaft anbot. „Und diese Kompensationsgeste hat ein Monstrum geschaffen.“ Deutsche Tageszeitungen gaben das Interview verkürzt wieder.
Im November 2024 wurde von einer Versöhnung berichtet.

## Diskografie
Studioalben

| Jahr | Titel Musiklabel Katalog-Nr.                                                | Höchstplatzierung, Gesamtwochen, AuszeichnungChartplatzierungen (Jahr, Titel, Musiklabel Katalog-Nr., Platzierungen, Wochen, Auszeichnungen, Anmerkungen) | Höchstplatzierung, Gesamtwochen, AuszeichnungChartplatzierungen (Jahr, Titel, Musiklabel Katalog-Nr., Platzierungen, Wochen, Auszeichnungen, Anmerkungen) | Höchstplatzierung, Gesamtwochen, AuszeichnungChartplatzierungen (Jahr, Titel, Musiklabel Katalog-Nr., Platzierungen, Wochen, Auszeichnungen, Anmerkungen) | Höchstplatzierung, Gesamtwochen, AuszeichnungChartplatzierungen (Jahr, Titel, Musiklabel Katalog-Nr., Platzierungen, Wochen, Auszeichnungen, Anmerkungen) | Höchstplatzierung, Gesamtwochen, AuszeichnungChartplatzierungen (Jahr, Titel, Musiklabel Katalog-Nr., Platzierungen, Wochen, Auszeichnungen, Anmerkungen) | Anmerkungen                                                                                    |
| Jahr | Titel Musiklabel Katalog-Nr.                                                | DE | AT | CH | UK | US | Anmerkungen                                                                                    |
| ---- | --------------------------------------------------------------------------- | --- | --- | --- | --- | --- | ---------------------------------------------------------------------------------------------- |
| 1964 | Wednesday Morning, 3 A.M. Columbia Records CS 9049 (Stereo), CL 2249 (Mono) | — | — | — | UK24 Silber · (6 Wo.)UK | US30 Platin · (31 Wo.)US | Erstveröffentlichung: 19. Oktober 1964 Verkäufe: + 1.060.000; Charteinstieg US: 1966, UK: 1968 |
| 1966 | Sounds of Silence Columbia Records CS 9269                                  | — | — | — | UK13 Gold · (105 Wo.)UK | US21 ×3Dreifachplatin · (143 Wo.)US | Erstveröffentlichung: 17. Januar 1966 Verkäufe: + 3.200.000                                    |
| 1966 | Parsley, Sage, Rosemary and Thyme Columbia Records CS 9363                  | — | — | — | UK13 Silber · (59 Wo.)UK | US4 ×3Dreifachplatin · (145 Wo.)US | Erstveröffentlichung: 10. Oktober 1966 Verkäufe: + 3.160.000; Charteinstieg UK: 1968           |
| 1968 | Bookends Columbia Records CS 9529                                           | DE40 (2 Wo.)DE | — | — | UK1 Silber · (77 Wo.)UK | US1 ×2Doppelplatin · (66 Wo.)US | Erstveröffentlichung: 3. April 1968 Verkäufe: + 2.060.000                                      |
| 1970 | Bridge over Troubled Water Columbia Records CS 9914                         | DE1 Platin · (56 Wo.)DE | AT1 Platin · (24 Wo.)AT | CH— GoldCH | UK1 ×11Elffachplatin · (331 Wo.)UK | US1 ×8Achtfachplatin · (87 Wo.)US | Erstveröffentlichung: 26. Januar 1970 Verkäufe: + 25.000.000                                   |

grau schraffiert: keine Chartdaten aus diesem Jahr verfügbar

## Auszeichnungen
- 10 Grammys
  - 1969 für Mrs. Robinson (Single, zwei Kategorien) und The Graduate (Album)
  - 1971 für Bridge over Troubled Water (für die Single in fünf Kategorien sowie für das beste Album)
  - 2003 für ihr Lebenswerk
- Der Rolling Stone listete Simon & Garfunkel auf Rang 40 der 100 größten Musiker aller Zeiten.[19]

## Dokumentationen
- Simon & Garfunkel: Traumwandler des Pop (The Harmony Game), USA 2011, 53 min[20]